# Nuclebrás
A Empresas Nucleares Brasileiras S/A (Nuclebrás) foi uma empresa estatal brasileira.
À Nuclebrás competia:
1. Realizar a pesquisa e a lavra de jazidas de minérios nucleares e associados;
2. Promover o desenvolvimento da tecnologia nuclear mediante a realização de pesquisas, estudos e projetos referentes a: a) tratamento de minérios nucleares e associados bem como produção de elementos combustíveis e outros materiais de interesse da energia nuclear; b) instalações de enriquecimento de urânio e de reprocessamento de elementos combustíveis nucleares irradiados; c) componentes de reatores e outras instalações nucleares.
3. Promover a gradual assimilação da tecnologia nuclear pela indústria privada nacional;
4. Construir e operar: a) instalações de tratamento de minérios nucleares e seus associados; b) instalações destinadas ao enriquecimento de urânio, ao reprocessamento de elementos combustíveis irradiados, bem como à produção de elementos combustíveis e outros materiais de interesse da indústria nuclear.
5. Negociar, nos mercados interno e externo, equipamentos, materiais e serviços de interesse da indústria nuclear.
6. Dar apoio técnico e administrativo à CNEN.

Em 4 de julho de 1980 um Decreto Federal declara, em benefício da NUCLEBRAS (Empresa Nuclear Brasileira S/A), todo o Maciço da Juréia e Parnapuã, e a extensa planície costeira circundada pelo Rio Una do Prelado como terras de utilidade pública para fins de desapropriação, visando a implantação de usinas nucleares.
A Nuclebrás foi extinta em 30 de outubro de 1989.